# Фред (павиан)
Фред (умерщвлён в марте 2011 года) — павиан, живший в Кейптауне, ЮАР, и привлёкший международное внимание как лидер «банды» обезьян, занимавшейся порчей автомобилей, нападением на туристов и местных жителей и воровством продуктов питания. Масштаб его деятельности привлёк к Фреду внимание городских властей. Он был пойман в марте 2011 года и умерщвлён вскоре после поимки, что вызвало ряд протестов со стороны общественности.
Фотографы и полиция преследовали Фреда в течение по крайней мере трёх лет. Во время одной из атак в 2010 году Фред, как сообщается, ранил трёх человек во время поисков еды в городе, причём двоим из них после этого понадобилась медицинская помощь. Когда к попыткам поймать Фреда стали подключаться туристы, он обратил свою агрессию и против них. Полицейские Кейптауна рассказывали, что некоторые туристы не понимали опасности, которую представлял Фред, а некоторые пытались приманить его большими сумками с едой, находившимися в запертых автомобилях, однако Фред отличался удивительной способностью отпирать двери автомобилей.
После поимки Фреда властями было принято решение о его казни посредством смертельной инъекции ввиду крайней агрессивности животного, деятельность которого создавала большие опасности для туристов, автомобилистов и местных жителей. Это решение вызвало значительный протест со стороны общественности, а режиссёр-документалист Джосс Лин создал документальный фильм о Фреде, сумев заснять в том числе кадры его поимки и транспортировки в центр задержания. Безуспешные попытки добиться его освобождения предпринимались также со стороны общественной организации Baboon Matters organisation.
О Фреде рассказывалось в британской телевизионной программе Baboons with Bill Bailey, а вскрытие его тела демонстрировалось в эпизоде другой британской телепередачи, Inside Nature’s Giants, где, в частности, было показано, что Фред имел на своём теле множество ранений от попадания дроби.